# Žigertov Vrh
Il monte Žigertov Vrh con 1.351 m s.l.m. è una montagna delle Pohorje nelle Prealpi Slovene nord-orientali. Si trova nella regione dell'Oltredrava in Slovenia nel comune di Ruše.